# Mallada crassoneurus
Mallada crassoneurus is een insect uit de familie van de gaasvliegen (Chrysopidae), die tot de orde netvleugeligen (Neuroptera) behoort. 
Mallada crassoneurus is voor het eerst wetenschappelijk beschreven door Van der Weele in 1909.